# Zwierzątka ze sklepiku
Zwierzątka ze sklepiku (ang. Littlest Pet Shop, 1995) – amerykańsko-francuski serial animowany w reżyserii Xaviera Picarda. Wyprodukowany przez Sunbow Entertainment, C&D i AB Productions.
Światowa premiera serialu miała miejsce w 1995 roku. W Polsce premiera serialu odbyła się 9 czerwca 1996 roku na antenie Canal+ i był emitowany do 26 października 1996. W późniejszym czasie serial nadawany był również w Bajkowym kinie TVN.

## Obsada (głosy)
- Lynda Boyd – Viv
- Garry Chalk – Sarge
- Babs Chula – Chloe
- Ted Cole – Squeaks
- Ian James Corlett – Elwood

## Spis odcinków
| N/o            | Polski tytuł                      | Angielski tytuł                      |
| -------------- | --------------------------------- | ------------------------------------ |
|                |                                   |                                      |
| SERIA PIERWSZA |                                   |                                      |
|                |                                   |                                      |
| 01             |                                   | What Do You Mean Little?             |
| 01             | No Starch Please                  |                                      |
|                |                                   |                                      |
| 02             |                                   | Frogs!                               |
| 02             | The Closet Eater                  |                                      |
|                |                                   |                                      |
| 03             |                                   | Chet, The Dream Horse                |
| 03             | Going Bananas                     |                                      |
|                |                                   |                                      |
| 04             |                                   | Squeaks in Space                     |
| 04             | Are You My Mumsy?                 |                                      |
|                |                                   |                                      |
| 05             |                                   | Scaredy Dog                          |
| 05             | Littlest Pit Stop                 |                                      |
|                |                                   |                                      |
| 06             |                                   | Treasure of Sierra Pet Shop          |
| 06             | Really Big                        |                                      |
|                |                                   |                                      |
| 07             |                                   | The Bully Bugs                       |
| 07             | The Littlest Whodunit             |                                      |
|                |                                   |                                      |
| 08             |                                   | The Itch to Be Rich                  |
| 08             | Mechanical Madness                |                                      |
|                |                                   |                                      |
| 09             |                                   | Inmate Rookie                        |
| 09             | A Game of Cat and Mouse and Dog   |                                      |
|                |                                   |                                      |
| 10             |                                   | Baby!                                |
| 10             | Littlest Pet Detective            |                                      |
|                |                                   |                                      |
| 11             |                                   | Belly of the Beast                   |
| 11             | Cops and Robbers and Pets, Oh My! |                                      |
|                |                                   |                                      |
| 12             |                                   | The Deadly Derby                     |
| 12             | Return to Sender                  |                                      |
|                |                                   |                                      |
| 13             |                                   | Attack of the Manwolf                |
| 13             | My Fair Hamster                   |                                      |
|                |                                   |                                      |
| 14             |                                   | Black-Out                            |
| 14             | Don't Rain on My Banana           |                                      |
|                |                                   |                                      |
| 15             |                                   | Do Not Solve Until Christmas         |
| 15             | A Gift of Gab                     |                                      |
|                |                                   |                                      |
| 16             |                                   | For the Love of Lovas                |
| 16             | Obedience School                  |                                      |
|                |                                   |                                      |
| 17             |                                   | Hamster-Lympics                      |
| 17             | King Squeaks                      |                                      |
|                |                                   |                                      |
| 18             |                                   | Frankenstu                           |
| 18             | Wanted: Squeaks                   |                                      |
|                |                                   |                                      |
| 19             |                                   | The Black Cat                        |
| 19             | Bunny Beat                        |                                      |
|                |                                   |                                      |
| 20             |                                   | Travels With My Mumsy                |
| 20             | The Best Things in Life Are Flea  |                                      |
|                |                                   |                                      |
| 21             |                                   | Littlest Pet Shop of Biggest Horrors |
| 21             | The Jungle Novella                |                                      |
|                |                                   |                                      |
| 22             |                                   | The Rotten Apple                     |
| 22             | Nothing Up My Sleeve              |                                      |
|                |                                   |                                      |
| 23             |                                   | Curse of the Mumsy                   |
| 23             | Whenever Lola Laughs              |                                      |
|                |                                   |                                      |
| 24             |                                   | Squeaks' Sibling Rivalry             |
| 24             | Slinging Fur                      |                                      |
|                |                                   |                                      |
| 25             |                                   | Kowalski and Juliet                  |
| 25             | Mind Over Monkey                  |                                      |
|                |                                   |                                      |
| 26             |                                   | They Came From Beyond The Dumpster   |
| 26             | Lonesome Chet                     |                                      |
|                |                                   |                                      |
| 27             |                                   | Squeaks On A Stick                   |
| 27             | The Bug House                     |                                      |
|                |                                   |                                      |
| 28             |                                   | My Fair Rookie                       |
| 28             | Farewell, Delilah                 |                                      |
|                |                                   |                                      |
| 29             |                                   | Stu Man and Super Squeaks            |
| 29             | The Bugs in the Wall Gang         |                                      |
|                |                                   |                                      |
| 30             |                                   | Night of the Elwood                  |
| 30             | Drained                           |                                      |
|                |                                   |                                      |
| 31             |                                   | It's a Wonderful Hat                 |
| 31             | This Old Treehouse                |                                      |
|                |                                   |                                      |
| 32             |                                   | Informercial Superflyway             |
| 32             | Dream Vacation                    |                                      |
|                |                                   |                                      |
| 33             |                                   | The Mighty Clucks                    |
| 33             | Little Junior                     |                                      |
|                |                                   |                                      |
| 34             |                                   | Wrecking Havoc                       |
| 34             | Chet Goes Hollywood               |                                      |
|                |                                   |                                      |
| 35             |                                   | The Young And The Vetless            |
| 35             | Chloe Tells All                   |                                      |
|                |                                   |                                      |
| 36             |                                   | Encino Mammoth                       |
| 36             | When in ROM                       |                                      |
|                |                                   |                                      |
| 37             |                                   | Chloe's Evil Twin                    |
| 37             | The Magnificent Pets              |                                      |
|                |                                   |                                      |
| 38             |                                   | The Perils of Bernice                |
| 38             | Delilah's Bell                    |                                      |
|                |                                   |                                      |
| 39             |                                   | Who Scrooged McRude?                 |
| 39             | Too Many Birds                    |                                      |
|                |                                   |                                      |
| 40             |                                   | Witness Protection Pup               |
| 40             | Eleven Minutes of Fame            |                                      |
|                |                                   |                                      |